# Saw VII (álbum)
Saw VII es la banda sonora de la película del mismo nombre, lanzada el 26 de octubre del 2010 por el sello disquero SonyMusic Independent Network (SIN). La canción del cantante Ozzy Osbourne "Life Won't Wait" aparece en los créditos de la película. 
1. Never – Saving Abel
2. Condemned – Dead By Sunrise
3. Waking Up The Devil – Hinder
4. Goliath – Karnivool
5. Promises – Nitzer Ebb
6. Love Is Dead– Kopek
7. Badass – Saliva
8. The World Belongs To Me – My Darkest Days
9. Turn It On  – Default
10. Fire Fly – I-Exist
11. What Goes Around Comes Around – Boom Boom Satellites
12. Scream – Adelitas Way
13. Hoodoo Woman – Krokus
14. This Is Heavy Metal – Lordi
15. Ram The Crush – Wagdug Futuristic Unity
16. Hageshisa to, Kono Mune no Naka de Karamitsuita Shakunetsu no Yami – Dir en Grey

- Datos: Q10883090